# جيل سوندرز
جيل سوندرز (بالإنجليزية: Gill (Gillian) Saunders)‏ هي أمينة متحف بريطانية، ولدت في 1956.